# Carl Van Dyke
Carl Chester Van Dyke (* 18. Februar 1881 in Alexandria,  Douglas County, Minnesota; † 20. Mai 1919 in Washington, D.C.) war ein US-amerikanischer Politiker. Zwischen 1915 und 1919 vertrat er den Bundesstaat Minnesota im US-Repräsentantenhaus.

## Werdegang
Carl Van Dyke besuchte die öffentlichen Schulen seiner Heimat einschließlich der High School in seinem Geburtsort Alexandria. Zwischen 1899 und 1901 arbeitete er selbst als Lehrer im Douglas County. Dazwischen hatte er als Soldat einer Infanterieeinheit am Spanisch-Amerikanischen Krieg teilgenommen. Aufgrund dieser militärischen Tätigkeit wurde er später, im Jahr 1918, zum Leiter der amerikanischen Veteranenorganisation dieses Krieges gewählt. Nach einem anschließenden Jurastudium in Saint Paul wurde er im Jahr 1916 als Rechtsanwalt zugelassen. Er hat aber nicht intensiv in diesem Beruf gearbeitet.
Politisch war Van Dyke Mitglied der Demokratischen Partei. Bei den Kongresswahlen des Jahres 1914 wurde er im vierten Wahlbezirk von Minnesota in das US-Repräsentantenhaus in Washington gewählt, wo er am 4. März 1915 die Nachfolge von Frederick Stevens antrat. Nachdem er bei den folgenden Wahlen jeweils in seinem Mandat bestätigt wurde, konnte er bis zu seinem Tod am 20. Mai 1919 im Kongress verbleiben. In diese Zeit fiel der Erste Weltkrieg. Außerdem wurde dort im Jahr 1919 der 18. Verfassungszusatz verabschiedet, der den Handel mit alkoholischen Getränken bundesweit untersagte. Carl van Dyke wurde in Saint Paul beigesetzt.